# Paulista (kommun i Brasilien, Paraíba, lat -6,60, long -37,61)
Paulista är en kommun i Brasilien.   Den ligger i delstaten Paraíba, i den östra delen av landet, 1 500 km nordost om huvudstaden Brasília. Antalet invånare är 11 783. Arean är 577 kvadratkilometer.
Terrängen i Paulista är platt åt nordväst, men åt sydost är den kuperad.
Följande samhällen finns i Paulista:
- Paulista

Omgivningarna runt Paulista är huvudsakligen savann. Runt Paulista är det glesbefolkat, med 20 invånare per kvadratkilometer.